# Monognathus ozawai
Monognathus ozawai är en fiskart som beskrevs av Erik Bertelsen och Nielsen, 1987. Monognathus ozawai ingår i släktet Monognathus och familjen Monognathidae. Inga underarter finns listade i Catalogue of Life.